# Luisa Castro Estrada
Luisa Castro Estrada (Palmira, 13 de julio de 1995) es una jugadora de balonmano española de origen Colombiano. Ocupa la posición de pivote y actualmente juega en el Tigers FSG Waiblingen/Korb, club con equipos en 2. Bundesliga HBF y 3. Liga DHB.
- Datos: Q25406424